# Nyan Cat
A Nyan Cat virtuális szereplő, mely 2011. április 5-én jelent meg a YouTube videómegosztón és hamarosan internetes mémmé vált. A videóban japán popzenei aláfestéssel egy Pop-Tarts-testű macska repül az űrben, miközben szivárványt húz maga után. A videó 2011-ben a YouTube öt legnézettebb videója között volt.

## Eredete
A Nyan Cat GIF-változatát 2011. április 2-án tette közzé az interneten megalkotója, az akkor huszonöt éves Christopher Torres képregényrajzoló. Torres elmondása szerint egyszer két felkérést kapott két különböző személytől. Az egyik azt kérte, hogy egy lekváros pirítóst rajzoljon, a másik pedig egy macskát szeretett volna. Így született meg Nyan Cat ötlete. A modell Torres saját macskája, Marty volt.
A videóban hallható zeneszám eredetileg „Nyanyanyanyanyanyanya!” címen jelent meg a Nico Nico Douga japán videómegosztó oldalon 2010-ben.
A videó később a zeneszám és a Nyan Cat gif keresztezéséből készült. A videót egy „saraj00n” nevű YouTube-felhasználó készítette és töltötte fel az oldalra, 2011. április 5-én.

## Népszerűsége
A Nyan Cat a YouTube legtöbbet megtekintett videói között van. 2015 júniusáig több mint 121 millió alkalommal nézték meg a videót. A rajongók számtalan feldolgozást és remixet készítettek.

## Fordítás
- Ez a szócikk részben vagy egészben  a   Nyan Cat című angol Wikipédia-szócikk ezen változatának fordításán alapul.  Az eredeti cikk szerkesztőit annak laptörténete sorolja fel. Ez a jelzés csupán a megfogalmazás eredetét és a szerzői jogokat jelzi, nem szolgál a cikkben szereplő információk forrásmegjelöléseként.